# Senešal
Senešal (z latinského senescalcus – nejstarší sluha) byl titul vysokého úředníka ve středověké Francii. V raném středověku to byl zkušený a spolehlivý člen panovnické družiny, který působil jako stolník. Postupně získal pravomoc nad všemi palácovými záležitostmi a uplatňoval také politický vliv. Když Pipin Krátký zrušil úřad majordoma, protože mu jeho vykonavatelé začali přerůstat přes hlavu, zaujali po čase senešalové jejich místo. Takzvaný velký senešal byl druhým mužem v království a měl mimo jiné funkci vrchního velitele vojska. V roce 1191 Filip II. August senešalství zrušil jako nežádoucí mocenskou konkurenci. Nadále to bylo pouze označení provinčního soudce (v jižní Francii, na severu převládalo označení bailli), v tomto významu ukončila existenci senešalů až Velká francouzská revoluce. Po francouzském vzoru označovaly vicekrále výrazem senešal také křižácké státy.

## Významní senešalové
- Rudolf I. z Vermandois
- Gérard z Ridefortu